# ایمپرونتا
ایمپرونتا (به ایتالیایی: Impruneta) یک کومونه در ایتالیا است که در استان فلورانس واقع شده‌است.

## خصوصیات
ایمپرونتا ۴۸ کیلومترمربع مساحت و ۱۴٬۷۷۸ نفر جمعیت دارد و ۲۷۵ متر بالاتر از سطح دریا واقع شده‌است.

## خواهرخوانده
شهرهای Prachatice، Bellerive-sur-Allier، هادامار و پروشکوف خواهرخوانده‌های ایمپرونتا هستند.